# Wer einmal aus dem Blechnapf frisst (Film)
Wer einmal aus dem Blechnapf frisst ist ein Dreiteiler von Fritz Umgelter. Klaus Kammer spielt die Hauptrolle des ehemaligen Häftlings Kufalt.
Zwei Jahre nach dem Welterfolg Kleiner Mann – was nun? schrieb Hans Fallada den Roman Wer einmal aus dem Blechnapf frisst (1934). Deutliche Parallelen zeigt der Roman und somit auch der Film zu Falladas Leben. Im Film kommen Falladas Erfahrungen vor, die er im Gefängnis von Neumünster miterlebt hatte.

## Handlung
Der Buchhalter Willi Kufalt muss für fünf Jahre ins Gefängnis. Ohne Familie gelangt er danach in ein Hamburger Fürsorgeheim. Doch dort wird er ausgebeutet und findet zunächst auch keine Wohnung, erst als er seine Haftzeit verschweigt, gelingt ihm auch die Wohnungssuche.
Nach vielerlei Ablehnungen der Gesellschaft findet er eine Anstellung als Abonnentenwerber einer Lokalzeitung in einer Kleinstadt. Er baut sich ein neues Leben auf und findet Hilde, eine gute Frau aus Hamburg. Doch die Vergangenheit holt ihn ein und er wird eines Diebstahls beschuldigt. Wegen seiner Vorstrafe wird er eingesperrt, kommt aber wieder frei. Er verlässt Hilde und denkt nicht mehr an ein Leben ohne Verbrechen. Mit dem Ganoven Batzke will er Juwelen rauben, doch dieser lehnt ab und macht den Coup dann auf eigene Faust. Kufalt verlangt einen Anteil, doch Batzke überwältigt ihn kurzerhand. Kufalt ist nun gezwungen, seine gute Vermieterin zu bestehlen. Schließlich wird er erwischt und kommt erneut ins Gefängnis. Doch darüber ist er nun glücklich.

## Hintergrund
Fritz Umgelter hatte bereits die Mehrteiler So weit die Füße tragen (1959) und Am grünen Strand der Spree (1960) verfilmt.
Am 8. Mai 1962 wurde der erste Teil des schwarz-weiß Dreiteilers im Fernsehen gezeigt und danach mehrmals wiederholt.